# Ditrichum crinale
Ditrichum crinale är en bladmossart som beskrevs av Carl Ernst Otto Kuntze 1891. Ditrichum crinale ingår i släktet grusmossor, och familjen Ditrichaceae. Inga underarter finns listade i Catalogue of Life.